# 六甲山
六甲山是位在日本兵庫縣神戶市東灘區及北區之間的山，最高點海拔931.25公尺，被列為瀨戶內海國立公園的範圍，也被列入日本三百名山、故鄉兵庫50山之一。

## 概要
一般所稱的「六甲山」是指六甲山系全域（狹義的指中央部到東部），最高峰稱作六甲山最高峰。山域屬神戶市、蘆屋市、西宮市、寶塚市。

## 關連項目
- 阪神間現代主義
- 日本三百名山